# سپتامبر (فیلم ۲۰۱۳)
«سپتامبر» (انگلیسی: September (2013 film)) یک فیلم است که در سال ۲۰۱۳ منتشر شد.